# Salt til Svaneti
Salt til Svaneti (russisk: Соль Сванетии) er en sovjetisk film fra 1930 af Michail Kalatosov.